# Wiśniewo (Mława)
Pour les articles homonymes, voir Wiśniewo.
Wiśniewo (prononciation : [viɕˈɲevɔ]) est un village polonais de la gmina de Wieczfnia Kościelna dans le powiat de Mława de la voïvodie de Mazovie dans le centre-est de la Pologne.
Le village est le siège administratif (chef-lieu) de la gmina appelée gmina de Wiśniewo.
Il se situe à environ 6 kilomètres au sud de Mława (siège du powiat) et à 105 kilomètres au nord-ouest de Varsovie (capitale de la Pologne).
Le village compte approximativement une population de 473 habitants en 2006.

## Histoire
De 1975 à 1998, le village appartenait administrativement à la voïvodie de Ciechanów.